# Martin Bernhardt (Mediziner)

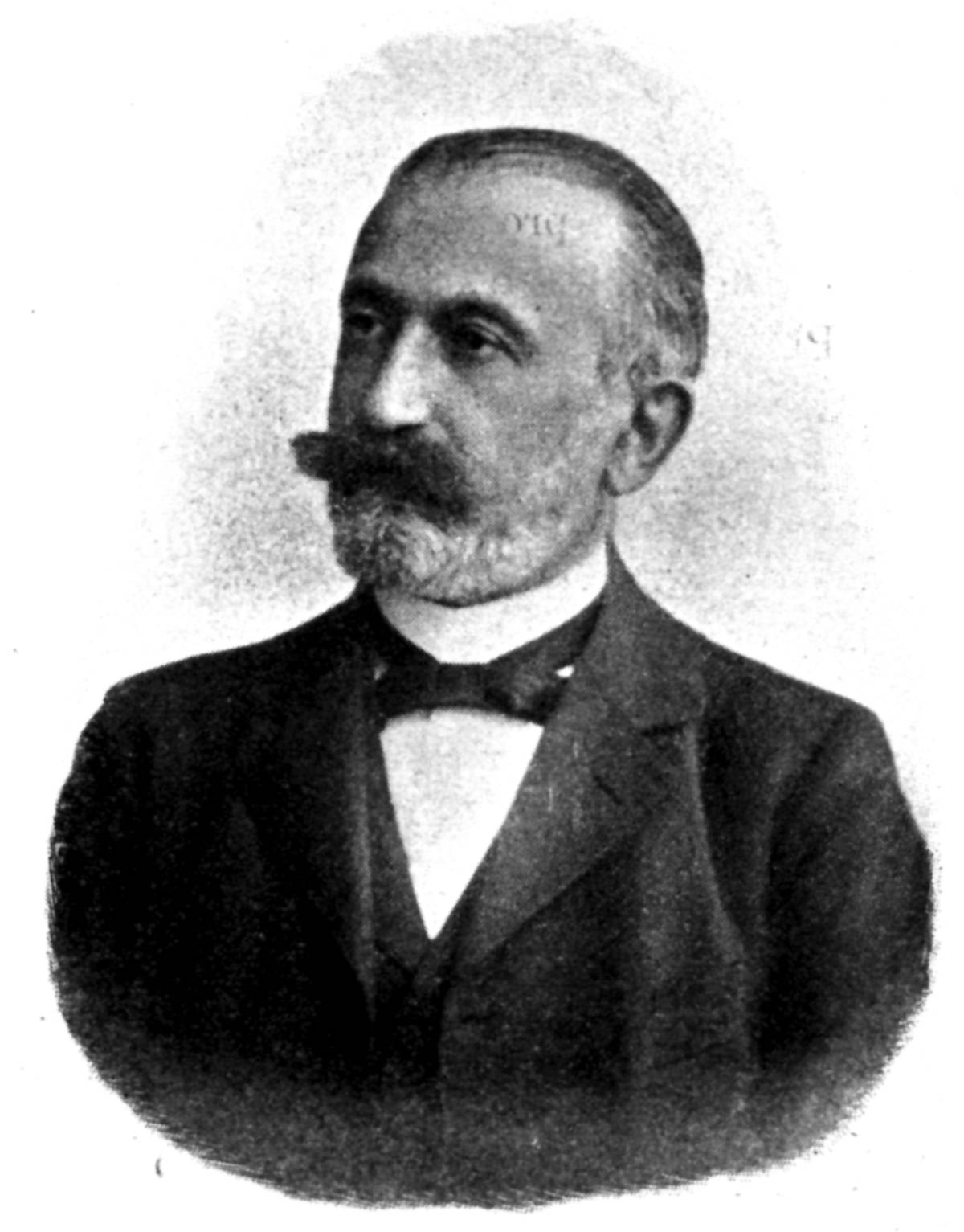
Martin Bernhardt

Martin Bernhardt  (* 10. April 1844 in Potsdam; † 17. März 1915 in Berlin) war ein deutscher Mediziner (Neurologie).
Bernhardt studierte Medizin in Berlin insbesondere bei Rudolf Virchow und Ludwig Traube und wurde 1866 promoviert. Danach war er Assistenzarzt an der medizinischen Klinik in Königsberg bei Ernst von Leyden und 1869 bis 1873 Assistenzarzt an der Nervenklinik der Charité bei Carl Westphal. 1872 habilitierte er sich in Berlin in Neuropathologie und wurde 1882 außerordentlicher Professor.
Er befasste sich mit Nervenkrankheiten (Neuropathologie) und Elektrotherapie und -diagnostik.
1885 wurde er Chefredakteur des Centralblatts für die medizinische Wissenschaft. 1881 wurde er Schriftführer der Berliner Gesellschaft für Psychiatrie und Nervenkrankheiten.
Nach ihm und Wladimir Karlowitsch Roth (1848–1916) ist das Bernhardt-Roth-Syndrom (Meralgia paraesthetica) benannt und die Bernhardt-Formel.

## Schriften
- Die Erkrankungen der peripherischen Nerven, 2 Bände, 1895, 1897
- Die Sensibilitätsverhältnisse der Haut, Berlin 1874
- Beiträge zur Symptomatologie und Diagnostik der Hirngeschwülste, Berlin 1881
- mit Rosenthal: Elektrizitätslehre für Mediziner und Elektrotherapie, 1883